# BEYOOOOONDSのビヨ〜〜〜〜〜ンっと飛び越えナイト!
『BEYOOOOONDSのビヨ〜〜〜〜〜ンっと飛び越えナイト!』（ビヨ―ンズのビヨ〜〜〜〜〜ンっととびこえナイト）は、東海ラジオで2020年4月5日から放送されていたラジオ番組。2022年3月27日をもって放送終了した。

## 概要
ハロー!プロジェクト所属のBEYOOOOONDSの冠ラジオ番組。基本的には山﨑夢羽が毎回出演し、メンバーが2週毎に交代でパーソナリティを務めていた。
2020年10月4日（3日深夜）の放送にはPINK CRES.の夏焼雅がゲスト出演。BEYOOOOONDSのメンバー以外の出演は初となった。
2021年1月18日に東海ラジオの東京支社が移転となったため、2021年1月24日（23日深夜）の放送以降、は東京都港区赤坂のスタジオで収録をおこなったものを放送していた。
2021年6月27日（26日深夜）の放送に大森靖子がゲスト出演し、『PERSONA #1』に収録されている雨ノ森 川海の『GIRL ZONE』のセルフカバーを初オンエアした。
2022年3月6日（5日深夜）の放送で、3月いっぱいをもって番組を放送が終了すると発表した。

## 放送時間
- 2020年4月5日（4日深夜） - 、東海ラジオ 毎週日曜（土曜深夜） 1:30 - 2:00[1]

## 番組コーナー
BEYOOOOONDSをもっと知ってもらわナイト!
週替わりメンバーが自己紹介をし、それぞれの魅力を伝えるコーナー。ゲストが出演する際は、ゲストの所属するグループ名が入る。2020年8月30日（29日深夜）以降は他己紹介の形式となり、「私、○○が今よく聴いている音楽は?」といった質問にお互いが答えている。
フリーメッセージ
メンバーへの質問や番組の感想を募集するコーナー。
チャレンジコーナー
早口言葉と即興ミニラジオドラマを週替わりで行う。早口言葉はメンバーにちなんだものなどを募集して、挑戦していく。ラジオドラマでは「眼鏡の男の子」に登場する「こころくん」との恋の妄想シチュエーションを募集し、それに合うセリフをメンバーが考えて言っていく。謎な回答や不思議な回答の場合はSFホラードラマ『X-ファイル』のテーマ音楽が流れる。